# Vojtěch Heinrich Jirota
Vojtěch Heinrich Jirota, vlastním jménem Vojtěch František Heinrich (5. února 1851 Blovice – 22. července 1872 tamtéž), byl český student medicíny a básník „ruchovec“.

## Život
Narodil se 5. února 1851 v Blovicích čp. 99 otci Františku Heinrichovi, posluhovi okresního soudu v Blovicích, a matce Marii, rozené Vainer. V mládí studoval na gymnázium v Plzni a Klatovech, poté na Lékařské fakultě pražské Univerzity Karlovy. Zemřel 22. července 1872 ve věku 21 let v Blovicích na tuberkulózu. Pohřben byl o čtyři dny později.
Na jeho počest je po něm pojmenována jedna z ulic v rodných Blovicích.

## Literární tvorba
Patřil k ruchovcům a stýkal se tak například s Jaroslavem Vrchlickým.

## Díla
- Hrdinové a zrušený konkordát
- Jan Roháč z Dubé
- On žárlí
- Jen peněžitou

Veškeré jeho dílo vydal v roce 1930 František Raušar pod názvem "Sebrané spisy Vojtěcha Heinricha Jiroty".